# Трунова Тамара Вікторівна
Тамара Вікторівна Трунова (нар. 5 травня 1982, м. Нова Каховка Херсонська область, УРСР) — українська театральна режисерка, головна режисерка Київського академічного театру драми і комедії на лівому березі Дніпра.

## Життєпис
Народилася в м. Нова Каховка Херсонської області.
Середню школу закінчила із золотою медаллю. Спеціальність «перекладач» здобула в Київському національному лінгвістичному університеті (1999 — 2004 рр.). Режисурі вчилася в Київському національному університеті театру, кіно і телебачення ім. І. Карпенка-Карого (режисерський факультет, курс Едуарда Митницького), який закінчила 2009 року. В період з 2008 по 2013 роки – викладає на режисерському курсі Едуарда Митницького; від 2018 року — художній керівник курсу заочної режисури Національного університету театру, кіно і телебачення ім. І. Карпенка-Карого.
З 2011 року працює в Театрі драми і комедії на лівому березі Дніпра. Серед втілених постановок — вистави у театрах Києва та України, робота в складі членів журі українських та міжнародних фестивалів (британський Edinburgh Fringe 2016). Неодноразовий учасник та переможець театральних конкурсів (театральна програма «Taking the Stage» від Британської Ради в Україні, рейтинги «Київський рахунок» та інші).
Від 12 квітня 2019 року – головний режисер Київського академічного театру драми і комедії на лівому березі Дніпра.
Виховує доньку Соню. Живе і працює в Києві.

## Творча біографія

### Режисерські роботи
У творчому режисерському доробку Тамари Трунової — більш ніж 30 постановок по Україні та за кордоном.
Київський академічний театр драми і комедії на лівому березі Дніпра
- 2008, 23 грудня — «Том Сойєр» Ярослава Стельмаха за романом «Пригоди Тома Сойєра» Марка Твена
- 2012, 25 вересня — «Пасажир у валізі» за п’єсою «Біля ковчегу о восьмій» Ульриха Хуба
- 2013, 15 березня — «Дві панянки у бік півночі» П’єра Нотта (мала сцена)[6][7]
- 2015, 31 січня — «Близькість…» Патріка Марбера
- 2016, 15 жовтня — «Безприданниця. Версія» за п’єсою «Безприданниця»[ru] Олександра Островського[8][9]
- 2018, 29 квітня — «Дім на краю душі» за мотивами п'єси «Іфігенія» Дона Нігро[en][10][11][12]
- 2019, 13 квітня — «40+» Павла Ар'є за спогадами, думками, історіями людей Київського академічного театру на лівому березі Дніпра (в роботі)[13]
- 2019, 17 травня — «Погані дороги» Наталки Ворожбит (прем'єра на новій сцені вистави, прем'єра якої відбулася як незалежний проект 27 вересня 2018 року)
- 2019, 6 вересня — «Гарантія 2 роки» за п'єсою «Людяна людина» Сіррку Пелтоли[14]
- 2020, 1 березня — «Усі найкращі речі» Дункана МакМілана[en][15]
- 2021, 5 січня — «Дім» Ніколи МакКартні (онлайн-прем’єра в рамках Літературно-перекладацького фестивалю Translatorium відбулася 17 листопада, допрем'єрний показ — 21 грудня 2020 року)[16][17][18]

Open Opera Ukraine
- 2017 — «Дідона та Еней» Генрі Перселла
- 2019, 12 жовтня — «Ацис і Галатея» Георга Фрідріха Генделя[19]

Інші театри
- 2012 — «Вечір із гарненькою та самотньою» Олега Єрнєва (Театр «Вільна сцена», Київ)[20]
- 2012 — «Холостяки і холостячки» Ханоха Левіна (Київська академічна майстерня театрального мистецтва «Сузір'я»)
- 2012 — «Де всі?» за п'єсою «Познач мене» Лізи Лангсет (Дім освіти та культури «Майстер Клас»)
- 2013 — «Фантазії Фарятьєва» Алли Соколової[ru] (Дім освіти та культури «Майстер Клас»)
- 2014 — «Лєна» Д. Левицького (Черкаський академічний обласний український музично-драматичний театр імені Т. Г. Шевченка)
- 2014 — «Крим» О. Савченко (Міжнародний фестиваль-лабораторія Telpa Daugavpils, м. Даугавпілс, Латвія)
- 2015, 11 грудня — «Як двоє бідних румунів польською розмовляли» Дороти Масловської (Київський академічний театр «Золоті ворота»)
- 2016 — «Служниця-пані» Джованні Баттіста Перголезі (Національний академічний театр опери та балету України імені Тараса Шевченка)
- 2017, 11 лютого — «Саша, винеси сміття» Наталки Ворожбит (Київський академічний Молодий театр)[21]
- 2017, 31 березня — «Під небом синім» Д. Елдріджа (Київський національний академічний театр оперети)[22][23]
- 2017 — «The people are singing» Л. Наннері (The Royal Exchange Theatre (м. Манчестер, Велика Британія)
- 2018 — «Бенкет» (Device Theater, частина проекту ТанцЛабораторіум «Ідеальний театр», учасник проекту) (Національний Центр Театрального Мистецтва імені Леся Курбаса)
- 2018 — «Красиві двадцятилітні. Тизер» Д. Левицького (вистава-відкриття «Книжкового Арсеналу») (Національний культурно-мистецький та музейний комплекс «Мистецький арсенал»)
- 2018, 27 вересня — «Погані дороги» Наталки Ворожбит (театральний простір «Сцена 6» у Довженко-Центрі)[24][25]
- 2018, 7 грудня — «Номери» Олега Сенцова (театральний простір «Сцена 6» у Довженко-Центрі)[26]
- 2020, 17 вересня — «Навігатор» Лаши Бугадзе (Київський академічний драматичний театр на Подолі)[27]

### Драматургія
- 2016 — «Улун» (п’єса)[28]

### Постановки за драматургією
Київський академічний театр «Золоті ворота»
- 2017 — «КостяКатяМамаЧай» за п’єсою «Улун» Тамари Трунової; реж. Тетяна Губрій

### Участь у фестивалях
- 2012 — «Курбалесія»
- 2012 — Фестиваль молодої режисури[29]
- 2012 — Фестиваль «Тиждень актуальної п'єси»
- 2013 — Фестиваль молодої режисури
- 2013 — Фестиваль «Тиждень актуальної п'єси»
- 2013 — Workshop ГогольFest
- 2013–2014 — Черкаська театральна лабораторія
- 2014 — Фестиваль молодої режисури
- 2014 — Міжнародний театральний фестиваль «Документ»
- 2014 — Міжнародний фестиваль-лабораторія «Telpa Daugavpils» (Латвія)
- 2014 — Фестиваль «Тиждень актуальної п'єси»
- 2015 — Міжнародна партнерська лабораторія (Білорусь)
- 2016 — Фестиваль «Тиждень актуальної п'єси»
- 2017 — «Фестиваль театрів» (Львів)
- 2017 — Фестиваль молодої драматургії «Любимівка» із авторською п’єсою «Улун» (особлива відзнака журі)
- 2018 — Міжнародний театральний фестиваль «Мельпомена Таврії» (Херсон)

## Нагороди та визнання
- 2011 — Театральная премія «Київська пектораль». Найкраща вистава для дітей (вистава «Пасажир у валізі», Київський академічний театр драми і комедії на лівому березі Дніпра)
- 2012 — Дипломом І-го Всеукраїнського фестивалю молодої режисури імені Леся Курбаса у номінації «Елегантність режисерської форми» (вистава «Пасажир у валізі»)
- 2016 — Переможець конкурсної театральної програми «Taking the Stage» (організатор – Британська рада в Україні)[30]
- 2017 — 1 місце театрального експертного рейтингу «Київський рахунок» (вистава «Саша, винеси сміття», Київський академічний Молодий театр)
- 2019 — 1 місце театрального експертного рейтингу «Київський рахунок» (вистава «Погані дороги», Незалежний проект)[31]
- 2019 — ІІ Всеукраїнський фестиваль-премія «ГРА»[32]
  - Найкраща режисерська робота (Тамара Трунова, вистава «Погані дороги» Київського академічного театру драми і комедії на лівому березі Дніпра)
  - Найкраща драматична вистава («Погані дороги», реж. Тамара Трунова, Київський академічний театр драми і комедії на лівому березі Дніпра)
- 2021 — Премія Women in Arts (категорія «Жінки в театрі») в межах руху солідарності за ґендерну рівність #HeForShe в Україні[33]
- 2022 — Національна премія України імені Тараса Шевченка за виставу «Погані дороги» Київського академічного театру драми і комедії на лівому березі Дніпра[34]